# De Nieuwe Wereld (radioprogramma)
De Nieuwe Wereld was van 1997 tot 1 juli 2005 een Vlaams ironisch actualiteitsprogramma op Radio 1, dat elke werkdag van 11 tot 13 u. werd uitgezonden.
Het radiomagazine werd bekroond als beste radioprogramma van 2002 in Vlaanderen. Het kreeg de prijs voor de variatie, de satirische ondertoon en de sterke nummers van het vaste muziekensemble De Nieuwe Wereld-orkest.  Het programma werd achtereenvolgend gepresenteerd door Geertje De Ceuleneer, Friedl' Lesage en de laatste maanden ook door Annemie Peeters. Het was ook een kweekvijver met in de redactie onder anderen Barbara Sarafian, Sven Pichal en Sven Speybrouck. 